# Columbicella explanata
Columbicella explanata är en skalbaggsart som beskrevs av Maria Helena M. Galileo och Martins 1990. Columbicella explanata ingår i släktet Columbicella och familjen långhorningar. Inga underarter finns listade i Catalogue of Life.